# 제슈프 야시온카 공항
제슈프 야시온카 공항(폴란드어: Port lotniczy Rzeszów-Jasionka, IATA: LCJ, ICAO: EPLL)은 폴란드 포트카르파츠키에주 제슈프군 야시온카에 있는 공항이다.